# Vũ Thư (huyện)
Vũ Thư là một huyện cũ thuộc tỉnh Thái Bình, Việt Nam.

## Vị trí địa lý
Huyện Vũ Thư nằm ở phía tây của tỉnh Thái Bình, nằm cách thành phố Thái Bình khoảng 7 km về phía tây, cách trung tâm thủ đô Hà Nội khoảng 117 km, có vị trí địa lý:
- Phía đông giáp thành phố Thái Bình và huyện Kiến Xương
- Phía tây giáp huyện Lý Nhân, tỉnh Hà Nam; huyện Nam Trực và thành phố Nam Định, tỉnh Nam Định (ranh giới là sông Hồng)
- Phía nam giáp huyện Xuân Trường và huyện Trực Ninh thuộc tỉnh Nam Định (ranh giới là sông Hồng)
- Phía bắc giáp huyện Hưng Hà và huyện Đông Hưng.

Vũ Thư có quốc lộ số 10 chạy qua chia huyện làm đôi (đường số 10 chạy từ thành phố Thái Bình kéo đến điểm kết thúc, thuộc địa bàn huyện là cầu Tân Đệ, có tọa độ 20°26'30,90" vĩ bắc và 106°13'12,45" kinh đông).
Huyện Vũ Thư có diện tích tự nhiên khoảng 195,1618 km² và dân số khoảng 230.418 người (2023). 6,12% dân số theo đạo Thiên Chúa.

## Lịch sử
Vũ Thư ngày này được thành lập do hợp nhất hai huyện trước kia của tỉnh Thái Bình là Vũ Tiên và Thư Trì. Riêng 13 xã: Vũ Đông, Vũ Tây, Vũ Sơn, Vũ Lạc, Vũ Quý, Vũ Trung, Vũ Thắng, Vũ Công, Vũ Lễ, Vũ An, Vũ Ninh, Vũ Hòa, Vũ Bình sáp nhập về huyện Kiến Xương.
Thời nhà Hậu Lê, toàn huyện Vũ Thư thuộc phủ Kiến Xương trấn Sơn Nam. Thời nhà Nguyễn, năm 1832 (triều Minh Mạng) Vũ Thư (Vũ Tiên-Thư Trì) thuộc phủ Kiến Xương tỉnh Nam Định (cũ) (Vũ Thư nằm ở khoảng giữa tỉnh Nam Định cũ), năm 1890 (triều Thành Thái) toàn huyện Vũ Thư thuộc phủ Kiến Xương tỉnh Thái Bình. Ngày 17/6/1969, Hội đồng chính phủ ra Quyết định số 93/CP về việc hợp nhất 28 xã của huyện Thư Trì và 14 xã của huyện Vũ Tiên thành huyện Vũ Thư hiện nay. Trải qua 6 lần điều chỉnh địa giới hành chính, đến nay Vũ Thư có diện tích 195,2 km² phân bổ ở 29 xã và 1 thị trấn.
Trước khi hợp nhất:
- Huyện Vũ Tiên có 27 xã: Vũ An, Vũ Bình, Vũ Chính, Vũ Công, Vũ Đoài, Vũ Đông, Vũ Hòa, Vũ Hội, Vũ Hồng, Vũ Hợp, Vũ Lạc, Vũ Lãm, Vũ Lễ, Vũ Nghĩa, Vũ Ninh, Vũ Phong, Vũ Phúc, Vũ Quý, Vũ Sơn, Vũ Tây, Vũ Thắng, Vũ Thuận, Vũ Tiến, Vũ Trung, Vũ Vân, Vũ Việt, Vũ Vinh.
- Huyện Thư Trì có 26 xã: Bách Thuận, Thanh Phú, Đồng Thanh, Dũng Nghĩa, Hiệp Hòa, Hòa Bình, Hồng Xuân, Minh Khai, Minh Lãng, Minh Quang, Nguyên Xá, Phú Xuân, Phúc Thành, Song An, Song Lãng, Tam Quang, Tam Tỉnh, Tân Hòa, Tân Lập, Tân Phong, Thuận Vi, Tiền Phong, Trung An, Tự Tân, Việt Hùng, Xuân Hòa.

Sau khi hợp nhất 2 huyện trên và chuyển 13 xã của huyện Vũ Tiên về huyện Kiến Xương quản lý, huyện Vũ Thư có 40 xã: Bách Thuận, Thanh Phú, Đồng Thanh, Dũng Nghĩa, Hiệp Hòa, Hòa Bình, Hồng Xuân, Minh Khai, Minh Lãng, Minh Quang, Nguyên Xá, Phú Xuân, Phúc Thành, Song An, Song Lãng, Tam Quang, Tam Tỉnh, Tân Hòa, Tân Lập, Tân Phong, Thuận Vi, Tiền Phong, Trung An, Tự Tân, Việt Hùng, Vũ Chính, Vũ Đoài, Vũ Hội, Vũ Hồng, Vũ Hợp, Vũ Lãm, Vũ Nghĩa, Vũ Phong, Vũ Phúc, Vũ Thuận, Vũ Tiến, Vũ Vân, Vũ Việt, Vũ Vinh, Xuân Hòa.
Ngày 18 tháng 12 năm 1976:
- Hợp nhất 3 xã Hồng Xuân, Tam Tỉnh và Đồng Thanh thành xã Hồng Lý.
- Sáp nhập xã Thuận Vi vào xã Bách Thuận.
- Hợp nhất 2 xã Vũ Hồng và Vũ Phong thuộc huyện Vũ Thư thành xã Hồng Phong.
- Hợp nhất 2 xã Vũ Hợp và Vũ Nghĩa thuộc huyện Vũ Thư thành xã Duy Nhất.
- Hợp nhất 2 xã Vũ Lãm và Vũ Chính thuộc huyện Vũ Thư thành xã Chính Lãm.
- Sáp nhập xã Đông Phú thuộc huyện Vũ Thư vào xã Song Lãng.
- Hợp nhất 2 xã Vũ Thuận và Vũ Việt thuộc huyện Vũ Thư thành xã Việt Thuận.

Ngày 5 tháng 4 năm 1982, thành lập xã Tân Bình trên cơ sở tách thôn Đồng Thanh của xã Tiền Phong và 3 thôn: Trường Mai, Tân Quán, Tú Linh của xã Phú Xuân; thành lập xã Trần Lãm trên cơ sở một phần diện tích và dân số phường Kỳ Bá, thị xã Thái Bình và các xã Chính Lãm, Vũ Phúc; đổi tên xã Chính Lãm thành xã Vũ Chính.
Ngày 8 tháng 4 năm 1982, chuyển 2 xã Tiền Phong và Trần Lãm về thị xã Thái Bình quản lý.
Ngày 20 tháng 3 năm 1986, chuyển 3 xã: Phú Xuân, Vũ Chính, Vũ Phúc về thị xã Thái Bình quản lý.
Ngày 13 tháng 12 năm 1986, thành lập thị trấn Vũ Thư trên cơ sở 92,55 ha diện tích tự nhiên với 3.670 nhân khẩu của xã Minh Quang và 17,86 ha diện tích tự nhiên với 1.575 nhân khẩu của xã Hòa Bình.
Ngày 13 tháng 1 năm 1989, chia xã Hồng Lý thành hai xã: Hồng Lý và Đồng Thanh.
Ngày 13 tháng 12 năm 2007, chuyển xã Tân Bình về thành phố Thái Bình quản lý.
Ngày 12 tháng 6 năm 2025, Quốc hội ban hành Nghị quyết số 202/2025/QH15 về việc sắp xếp đơn vị hành chính cấp tỉnh. Theo đó, từ ngày 12 tháng 6 năm 2025, sáp nhập tỉnh Thái Bình vào tỉnh Hưng Yên.

## Hành chính
Huyện Vũ Thư có 30 đơn vị hành chính cấp xã trực thuộc, bao gồm thị trấn Vũ Thư (huyện lỵ) và 29 xã: Bách Thuận, Đồng Thanh, Dũng Nghĩa, Duy Nhất, Hiệp Hòa, Hòa Bình, Hồng Lý, Hồng Phong, Minh Khai, Minh Lãng, Minh Quang, Nguyên Xá, Phúc Thành, Song An, Song Lãng, Tam Quang, Tân Hòa, Tân Lập, Tân Phong, Trung An, Tự Tân, Việt Hùng, Việt Thuận, Vũ Đoài, Vũ Hội, Vũ Tiến, Vũ Vân, Vũ Vinh, Xuân Hòa.
Theo Nghị quyết số 1666/NQ-UBTVQH15 huyện Vũ Thư sẽ giải thể thành 6 xã và 2 phường trực thuộc tỉnh Hưng Yên:
- Xã Vũ Thư thành lập từ: Thị trấn Vũ Thư, xã Minh Quang, xã Tam Quang, xã Dũng Nghĩa, xã Minh Khai và xã Hòa Bình
- Xã Thư Trì thành lập từ: xã Song Lãng, xã Hiệp Hòa và xã Minh Lãng
- Xã Tân Thuận thành lập từ: xã Tân Lập, xã Tự Tân và xã Bách Thuận
- Xã Thư Vũ thành lập từ: xã Việt Thuận, xã Vũ Hội, xã Vũ Vinh và xã Vũ Vân
- Xã Vũ Tiên thành lập từ: xã Vũ Đoài, xã Duy Nhất, xã Hồng Phong và xã Vũ Tiến
- Xã Vạn Xuân thành lập từ: xã Hồng Lý, xã Việt Hùng, xã Xuân Hòa và xã Đồng Thanh
- Phường Vũ Phúc thành lập từ các xã: Nguyên Xá , Song An, Trung An của huyện Vũ Thư; xã Vũ Phúc và phường Phú Khánh của Thành phố Thái Bình.
- Phường Thái Bình thành lập từ các xã: Tân Phong, Tân Hoà, Phúc Thành của huyện Vũ Thư; các phường Lê Hồng Phong, Bồ Xuyên, Tiền Phong và xã Tân Bình của Thành phố Thái Bình.

## Một số địa điểm nổi bật

### Chùa Keo(chùa Keo Trên hay chùa Keo Thượng)
Có tên chữ là Thần Quang Tự – nằm ở thôn Dũng Nhuệ, xã Duy Nhất xây dựng từ năm 1630; chùa được công nhận là Di tích quốc gia đặc biệt và lễ hội Chùa Keo là Di sản Văn hóa phi vật thể Quốc gia. Là một trong những điểm du lịch nổi tiếng của tỉnh Thái Bình.

### Làng vườn Bách Thuận
xã Bách Thuận khi xưa thuộc tổng Thuận Vi, một địa phương nổi tiếng với nghề tơ tằm, trồng lúa và trái cây. Từ những năm 2000, xã bắt đầu chuyển sang trồng cây cảnh, hoa quy hoạch lại để phát triển Làng vườn, trở thành điểm du lịch sinh thái, homestay. Vùng hoa trải dài ở các thôn Liên Hồng, Trung Hòa, Bách Tính. Cây ăn quả ở Chiến Thắng, Bình Minh.

### Cầu Tân Đệ
Cây cầu hoàn thành năm 2002, bắc qua sông Hồng thay cho khu bến phà cũ, nối liền Thái Bình và Nam Định. Nằm trên quốc lộ 10 là đoạn đường huyết mạch nối liền các tỉnh duyên hải Bắc Bộ như: Quảng Ninh, Hải Phòng, Hải Dương, Thái Bình với phía Nam.

## Người nổi tiếng
- Vũ Ngọc Nhạ (1928 – 2002) thiếu tướng tình báo, thường được gọi là Ông cố vấn
- Hoàng Công Chất (1796 – 1729) thủ lĩnh khởi nghĩa, Chúa Mường Thanh thế kỷ 18
- Nguyễn Quân (1955 – ) Bộ trưởng Bộ Khoa học và Công nghệ khóa XI (2011-2016)
- Đặng Ma La (1234 – 1285) Thám hoa đầu tiên của nền giáo dục Việt Nam
- Nguyễn Khắc Định (1964-) Phó Chủ tịch Quốc hội

## Làng nghề
Vũ Thư là huyện nằm giữa hai thành phố là Thái Bình và Nam Định. Ngoài sản xuất nông nghiệp, lao động tại các công ty nhà máy hay các lao động tại các thành phố lớn, lao động ở ngoài nước và cộng thêm một số nghề phụ đã góp phần cho sự phát triển kinh tế ổn định của huyện. Các làng nghề, nghề phụ:
- Nấu rượu ở làng Keo (Duy Nhất)
- Làm chổi chít, đót Nghĩa Khê (Tam Quang)
- Làm chổi chít, đót Hợp Tiến (Tam Quang)
- Làm cốm và chế biến lương thực, thực phẩm thôn Thanh Hương (Đồng Thanh)
- Một số nuôi ốc nhồi, dâu tằm tơ Hồng Lý
- Nghề đan lát ở Phúc Trung (Phúc Thành)
- Trồng hoa, cây cảnh thôn Tăng Bổng
- Nghề mộc dân dụng thôn Thái (Nguyên Xá)
- Hoa, cây cảnh, ươm tơ ở làng vườn Bách Thuận
- Nghề đan lát thôn Kiến Xá (Nguyên Xá)
- Nghề thêu ở Minh Lãng
- Làm bánh gai ở Đại Đồng, Tường An (Tân Hòa)
- Một số làm cơ khí, chế biến lương thực Vũ Hội.